# Балиновић
Балиновић је насељено место града Ваљева у Колубарском округу. Према попису из 2022. било је 99 становника.

## Историја
Први помен села је забележен у турском попису (тефтеру) за хиџретску 934. годину, тј. 1527/1528. годину по садашњем рачунању времена.

Транскрибован на модерни турски, са османске арабице, унос са 249. странице тефтера TD 144 је гласио овако:
Balinovik karye, Valyeva nahiye - Село Балиновић, Нахија Ваљево

## Демографија
У насељу Балиновић живи 139 пунолетних становника, а просечна старост становништва износи 47,5 година (48,2 код мушкараца и 46,8 код жена). У насељу има 57 домаћинстава, а просечан број чланова по домаћинству је 2,81.
Ово насеље је великим делом насељено Србима (према попису из 2002. године), а у последња три пописа, примећен је пад у броју становника.
|  |

| Демографија | Демографија | Демографија |
| Година      | Становника  | Становника  |
| ----------- | ----------- | ----------- |
| 1948.       | 400         |             |
| 1953.       | 397         |             |
| 1961.       | 366         |             |
| 1971.       | 302         |             |
| 1981.       | 241         |             |
| 1991.       | 212         | 212         |
| 2002.       | 160         | 160         |

| Етнички састав према попису из 2002.‍ | Етнички састав према попису из 2002.‍ | Етнички састав према попису из 2002.‍ | Етнички састав према попису из 2002.‍ | Етнички састав према попису из 2002.‍ |
| ------------------------------------ | ------------------------------------ | ------------------------------------ | ------------------------------------ | ------------------------------------ |
|                                      |                                      |                                      |                                      |                                      |
| Срби                                 | Срби                                 |                                      | 156                                  | 97,5%                                |
| непознато                            | непознато                            |                                      | 4                                    | 2,5%                                 |

| Година пописа     | 1948. | 1953. | 1961. | 1971. | 1981. | 1991. | 2002. |
| ----------------- | ----- | ----- | ----- | ----- | ----- | ----- | ----- |
| Број домаћинстава | 63    | 65    | 68    | 69    | 68    | 71    | 57    |

| Број чланова      | 1  | 2  | 3 | 4 | 5 | 6 | 7 | 8 | 9 | 10 и више | Просек |
| ----------------- | -- | -- | - | - | - | - | - | - | - | --------- | ------ |
| Број домаћинстава | 13 | 23 | 6 | 5 | 2 | 5 | 2 | 0 | 1 | 0         | 2,81   |

| Пол    | Укупно | Неожењен/Неудата | Ожењен/Удата | Удовац/Удовица | Разведен/Разведена | Непознато |
| ------ | ------ | ---------------- | ------------ | -------------- | ------------------ | --------- |
| Мушки  | 71     | 15               | 47           | 6              | 1                  | 2         |
| Женски | 75     | 8                | 48           | 17             | 0                  | 2         |
| УКУПНО | 146    | 23               | 95           | 23             | 1                  | 4         |

| Пол    | Укупно                    | Пољопривреда, лов и шумарство | Рибарство                            | Вађење руде и камена | Прерађивачка индустрија       |
| ------ | ------------------------- | ----------------------------- | ------------------------------------ | -------------------- | ----------------------------- |
| Мушки  | 47                        | 28                            | 0                                    | 0                    | 7                             |
| Женски | 37                        | 28                            | 0                                    | 0                    | 4                             |
| УКУПНО | 84                        | 56                            | 0                                    | 0                    | 11                            |
| Пол    | Производња и снабдевање   | Грађевинарство                | Трговина                             | Хотели и ресторани   | Саобраћај, складиштење и везе |
| Мушки  | 2                         | 6                             | 1                                    | 0                    | 0                             |
| Женски | 0                         | 0                             | 0                                    | 0                    | 0                             |
| УКУПНО | 2                         | 6                             | 1                                    | 0                    | 0                             |
| Пол    | Финансијско посредовање   | Некретнине                    | Државна управа и одбрана             | Образовање           | Здравствени и социјални рад   |
| Мушки  | 0                         | 0                             | 1                                    | 1                    | 0                             |
| Женски | 0                         | 0                             | 1                                    | 0                    | 2                             |
| УКУПНО | 0                         | 0                             | 2                                    | 1                    | 2                             |
| Пол    | Остале услужне активности | Приватна домаћинства          | Екстериторијалне организације и тела | Непознато            | Непознато                     |
| Мушки  | 0                         | 0                             | 0                                    | 1                    | 1                             |
| Женски | 1                         | 0                             | 0                                    | 1                    | 1                             |
| УКУПНО | 1                         | 0                             | 0                                    | 2                    | 2                             |

## Галерија
- Старо гробље у Балиновићу - споменик из 17 - 18. века
- Старо гробље у Балиновићу - споменик из 17 - 18. века
- Старо гробље у Балиновићу - споменик из 17 - 18. века
- Поглед према врховима планине Медвеник, Јабланик и Повлен као и зида акумулације Стубо - Ровни
- Балиновић - панорама
- Балиновић - панорама
- Балиновић - панорама
- Балиновић - панорама
- Балиновић - панорама
- Балиновић - панорама
- Балиновић - панорама